# Весільна фотографія

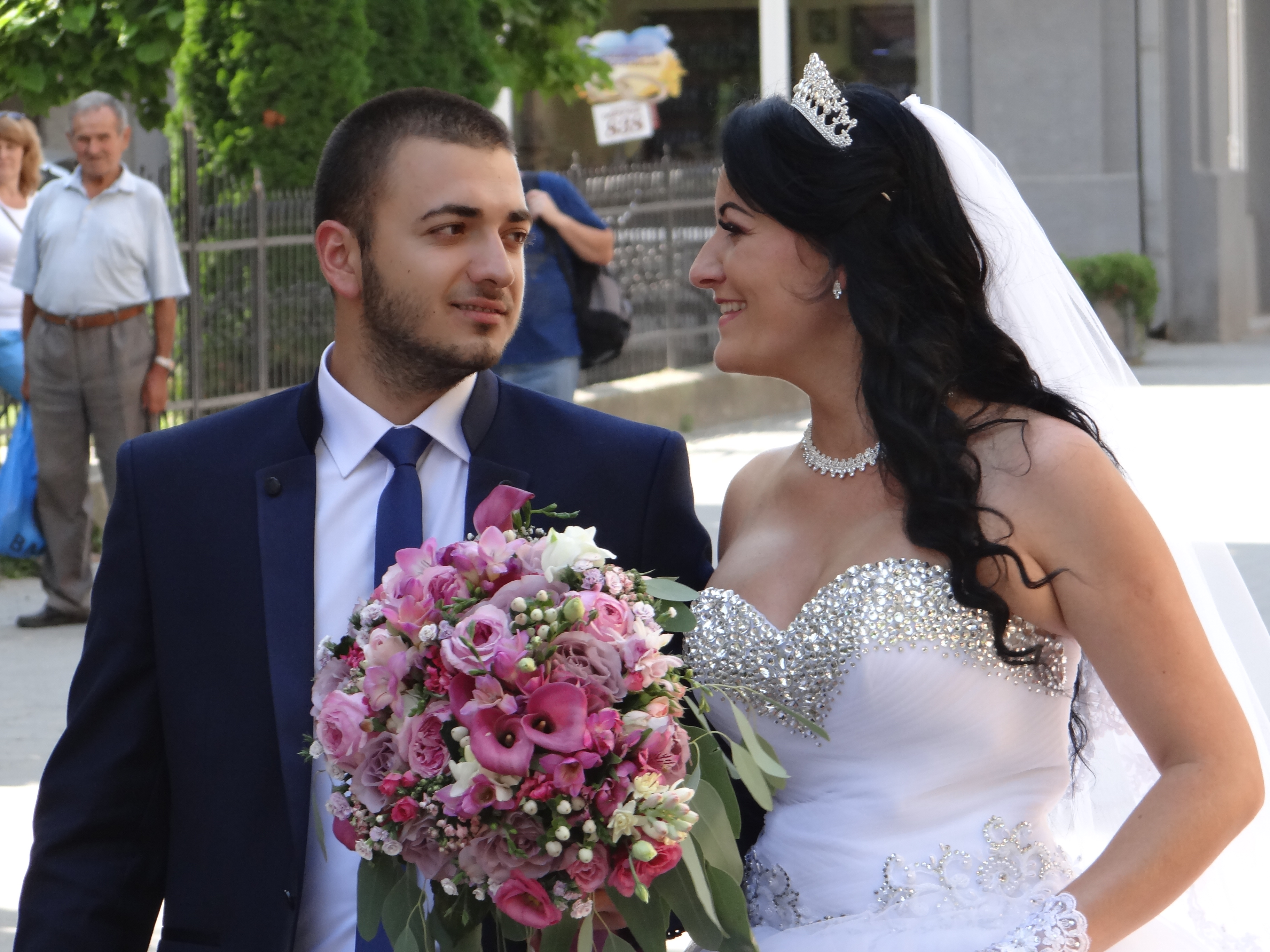
Наречений і наречена під час весілля в Береговому

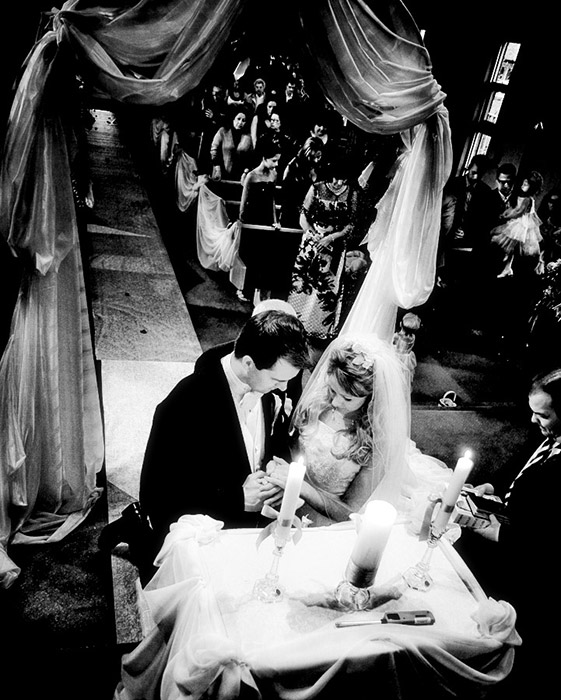
Весільна церемонія

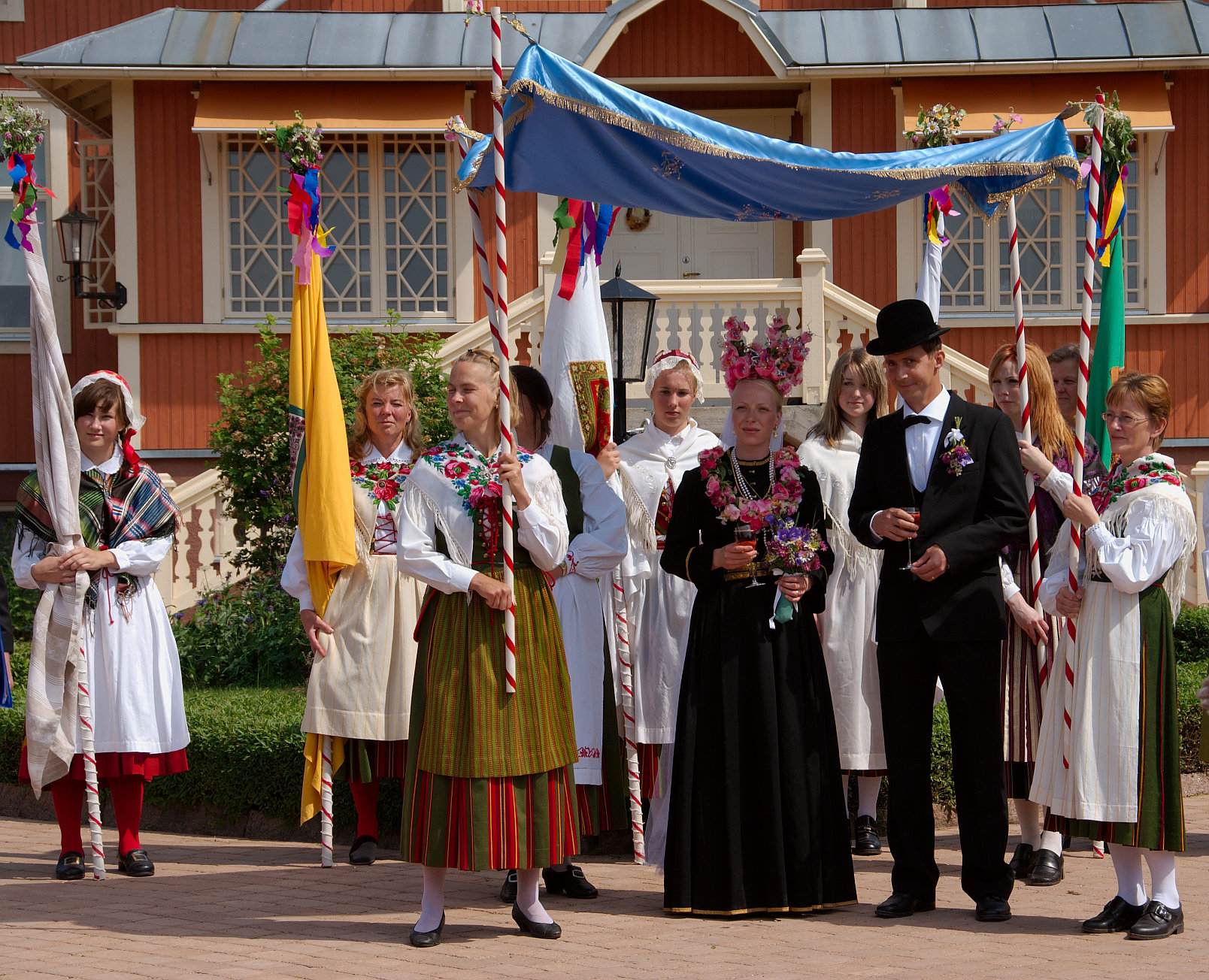
Весільна церемонія у Фінляндії

Весільна фотографія — напрямок в фотографії, покликаний художньо зафіксувати події, що відбуваються під час весілля. Цей жанр поєднує в собі елементи таких жанрів, як портрет, фотожурналістика, документальна фотографія, художня фотографія.

## Історія весільної фотографії
Перші весільні фотографії були виключно студійними роботами і датувалися приблизно 40-ми роками XIX століття. Технічні пристрої були досить габаритними і важкими, що не дозволяло виконувати фотозйомку безпосередньо на місці весільного свята. Через технічну недосконалість фотографії виготовлялися в єдиному екземплярі у вигляді пластини з олова, міді або скла. Для таких фотографій доводилося залишатися у нерухомому стані деякий час.
Внаслідок зазначених причин фотографія не мала значного комерційного інтересу і не була окремим напрямком мистецтва. Але сама ідея весільних фотографій з'явилася приблизно в цей час.
Незважаючи на появу кольорової фотографії на початку XX століття професійні фотографи деякий час продовжували створювати чорно-білі весільні фотографії; таким чином техніка весільної фотографії до середини 1945-х років залишалася незмінною.
Після Другої світової війни весільна фотографія набувала комерційного інтересу. Нові плівки, переносні камери і фотоспалахи дозволяли багатьом фотографам знаходитися на місці свята. В основному цю практику почали аматори, які, незважаючи навіть на середню якість фотографій, створили конкуренцію фотостудіям — професійна фотозйомка на студійному устаткуванні залишалася досить дорогою. Обмежена кількість плівки змушувала молодят позувати і після церемонії.
До 1970 року в весільній фотографії переважав традиційний стиль, який характеризували оригінальні пози, звичні для фотозйомки у фотостудії або на виїзді при доброму освітленні.

## Весільна фотографія в наш час
В кінці XX століття розвиток фотоіндустрії і зростаючий попит сформували новий жанр — фотожурналістику. Відповідно до цього жанру створюються хронологічні серії фотознімків всього весільного дня, а також влаштовуються виїзні сесії. На поточний момент саме цей стиль у весільній фотографії і є найбільше розповсюдженим. Це пояснюється в тому числі й тим, що робота в даному жанрі часто виявляється для фотографів найбільш вигідною матеріально.